# 현대불교문학상
현대불교문학상은 현대불교문인협회가 주관하는 문학상이다.

## 역대 수상 작품
- 2001년 6회 한승원 <사랑>
- 2002년 7회 김성동 <꿈>
- 2003년 8회 최인호 <몽유도원도> 조남현 <한국 현대문학사상 탐구>
- 2004년 9회 권영민 <한국현대문학사 1> 이시영 <은빛 호각>
- 2005년 10회 문정희 <양귀비꽃 머리에 꽂고> 염무웅 <머리 위의 시간>
- 2007년 12회 홍성란 <명자꽃> 이승원 <감성의 파문>
- 2008년 13회 오정희 <새> 정완영 <정완영 시조전집> 정진규 <껍질> 장영우 <거울과 벽>
- 2010년 14회 윤흥길 <소라단 가는 길> 이건청 <움직이는 산>
- 2015년 16회 작품상 집지기(정선교) 단편소설 <술>(한국불교문학 봄호 게재)
- 2016년 17회 도봉 스님 시집 <무상의 세월 속에서>, 안성호 수필집 <좋은 물은 향기가 나지 않는다>[1]